# Niedersächsische Akademie der Wissenschaften zu Göttingen
Die Niedersächsische Akademie der Wissenschaften zu Göttingen (bis 1942: Gesellschaft der Wissenschaften zu Göttingen, bis 2001 Akademie der Wissenschaften in Göttingen, bis 2022 Akademie der Wissenschaften zu Göttingen), gegründet im Jahre 1751 von König Georg II. von Großbritannien, Kurfürst von Hannover, ist die älteste durchgehend bestehende Einrichtung unter den acht wissenschaftlichen Akademien in Deutschland, die heute unter dem Dach der Union der deutschen Akademien der Wissenschaften zusammengeschlossen sind. Ihre Aufgabe ist es, in eigener Arbeit und in Zusammenarbeit mit Wissenschaftlern und Forschungseinrichtungen des In- und Auslandes der Wissenschaft zu dienen. Mitglieder sind Professoren der Geistes- und Naturwissenschaften, die sich auf ihrem Fachgebiet in besonderer Weise verdient gemacht haben. Die Akademie ist daher ein Ort, an dem Interdisziplinarität auf höchstem wissenschaftlichem Niveau verwirklicht wird.
Erster Präsident war der Universalgelehrte Albrecht von Haller. Das Motto der Akademie lautet Fecundat et Ornat (Sie befruchtet und ziert).

## Aufgaben

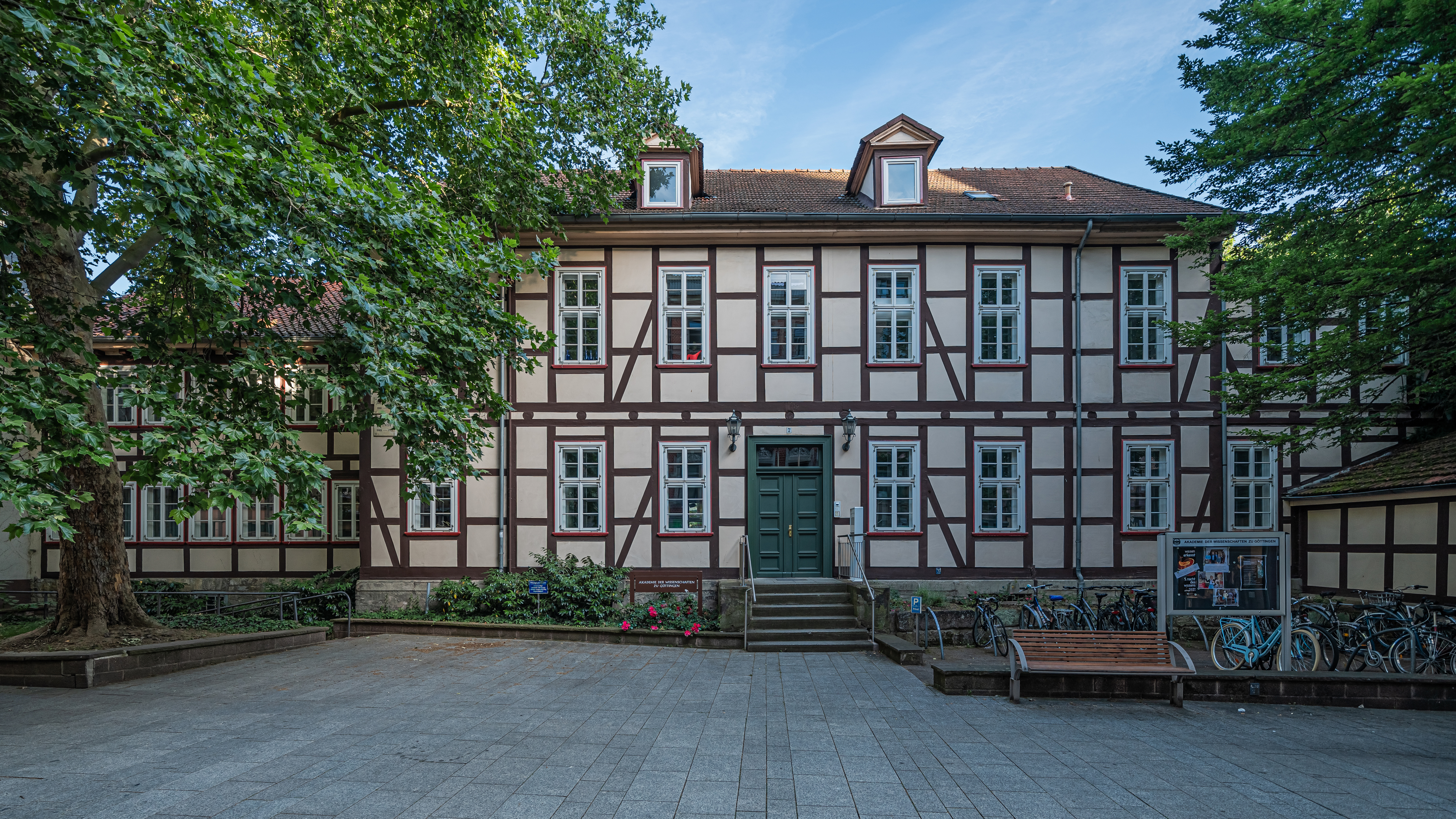
Die Geschäftsstelle der Niedersächsischen Akademie der Wissenschaften zu Göttingen

Die Niedersächsische Akademie ist eine Gelehrtengesellschaft und zugleich die größte Einrichtung für geisteswissenschaftliche Grundlagenforschung in Norddeutschland. Sie betreut Langfristprojekte von nationalem und internationalem Rang.
Wer in die Gelehrtengesellschaft aufgenommen wird, entscheiden allein die Mitglieder in geheimer Wahl. Die Mitglieder verteilen sich auf zwei Klassen, die Mathematisch-Naturwissenschaftliche und die Geistes- und Gesellschaftswissenschaftliche Klasse, die aber stets zusammen tagen, wenn wissenschaftliche Vorträge gehalten werden.
Die Professoren treffen sich alle zwei Wochen im Semester zu Plenarsitzungen und tauschen Forschungsergebnisse aus. Einige Beiträge werden ins Jahrbuch aufgenommen, das einen Überblick über die laufenden Forschungsarbeiten bietet.
Häufig wendet sich die Göttinger Akademie in Vorträgen an die Öffentlichkeit. In Zusammenarbeit mit der Georg-August-Universität bietet sie Ringvorlesungen an. In der Reihe „Akademie im Gespräch“ greift sie in Kooperation mit der Stadt Göttingen gesellschaftsrelevante Themen in Impulsvorträgen auf und diskutiert darüber mit dem Publikum. Regelmäßig halten Mitglieder Vorträge im Landtag zu Hannover und diskutieren mit politischen Entscheidungsträgern.
Auf der öffentlichen Jahresfeier im November, die den Höhepunkt der zahlreichen Veranstaltungen des Jahres bildet, legt der amtierende Präsident seinen Rechenschaftsbericht vor; anschließend vergibt die Akademie Preise, mit denen sie hervorragende Leistungen würdigt und insbesondere junge Wissenschaftler auszeichnen und fördern möchte. Im Mittelpunkt der Jahresfeier steht die Festrede, die sich mit einem wissenschaftlichen oder wissenschaftspolitischen Thema beschäftigt.
Der Sitzungssaal befindet sich in der Aula der Georg-August-Universität.

## Mitglieder
Die Akademie besteht aus zwei gleichberechtigten Klassen, der Mathematisch-Naturwissenschaftlichen und der Geistes- und Gesellschaftswissenschaftlichen Klasse. Jede Klasse kann bis zu vierzig aktive ordentliche Mitglieder unter 70 Jahren haben, die in Göttingen oder im norddeutschen Raum wohnen. Zu diesen ordentlichen Mitgliedern kommen bis zu zweihundert korrespondierende Mitglieder hinzu, die im übrigen Deutschland und im Ausland leben.
Als älteste durchgehend bestehende Institution ihrer Art in Deutschland kann die Akademie auf eine lange Tradition zurückschauen. Viele berühmte Gelehrte waren Mitglieder, darunter Georg Christoph Lichtenberg, Johann Wolfgang von Goethe, die Brüder Alexander und Wilhelm von Humboldt, die Brüder Jacob und Wilhelm Grimm, Carl Friedrich Gauß, Felix Klein, Otto Hahn, Albert Einstein, Friedrich Hund und Werner Heisenberg. Heute bringen drei Nobelpreisträger ihr Wissen in die Göttinger Akademie ein: Erwin Neher, Bert Sakmann und Stefan Hell. Insgesamt 74 Träger des Nobelpreises kann die Göttinger Akademie in ihrer Geschichte vorweisen.
Das Präsidium wird alle vier Jahre vom Plenum gewählt. Präsident der Akademie ist Daniel Göske, Professor für Amerikanistik an der Universität Kassel. Vizepräsidenten sind Bertram Brenig, Direktor des Tierärztlichen Instituts an der Universität Göttingen, und Frank Rexroth, Professor für Mittlere und Neuere Geschichte der Universität Göttingen. Bis März 2025 wird Frank Rexroth von dem bisherigen Vizepräsidenten Jens Peter Laut, Professor für Turkologie und Zentralasienkunde an der Universität Göttingen, vertreten.

## Forschung
Im Zentrum ihrer geistes- und gesellschaftswissenschaftlichen Forschung stehen die Langzeitprojekte im Rahmen des Akademienprogramms. 2024 sind 18 Langzeitvorhaben  dieses weltweit einzigartigen Programms, das von Bund und Land finanziert wird, bei der Niedersächsischen Akademie angesiedelt. Darüber hinaus betreut sie aber auch weitere drittmittelfinanzierte Projekte und Forschungskommissionen, die im interdisziplinären Austausch der Akademiemitglieder initiiert und durchgeführt werden.

## Preise
Die Akademie würdigt jedes Jahr herausragende Forschungsleistungen mit Stipendien und Preisen. Ein besonderes Augenmerk gilt dabei jungen Wissenschaftlerinnen und Wissenschaftlern.
- Biologie-Preis der Akademie der Wissenschaften zu Göttingen (1983–2016)
- Chemie-Preis der Akademie der Wissenschaften zu Göttingen (1957–2019)
- Preis für Geisteswissenschaften der Akademie der Wissenschaften zu Göttingen (seit 2007)
- Physik-Preis der Akademie der Wissenschaften zu Göttingen (1957–2016)
- Brüder-Grimm-Medaille (seit 1963)
- Dannie-Heineman-Preis (1961–2024)
- Hans-Janssen-Preis (seit 1992)
- Hanns-Lilje-Preis (seit 1988)
- Lichtenberg-Medaille (seit 2004)
- Wedekind-Preis für deutsche Geschichte (seit 2009; bis 2009 „Akademie-Preis für Geschichte“)
- Wilhelm-Jost-Gedächtnismedaille (seit 1993)
- Manfred Eigen-Preis der Niedersächsischen Akademie der Wissenschaften zu Göttingen(seit 2023)
- Akademie-Preise in den mathematisch-naturwissenschaftlichen Disziplinen(seit 2019)
- Gauß-Professur(seit 2008)

## Mitglieder
- siehe Über die Mitglieder der Niedersächsischen Akademie der Wissenschaften zu Göttingen
- siehe Kategorie:Mitglied der Niedersächsischen Akademie der Wissenschaften zu Göttingen